# Strategia di uscita
Nel linguaggio giornalistico, strategia di uscita (in inglese exit strategy; anche exit plan) indica un piano con cui un soggetto, in generale la governance di un Paese, intraprende una serie di azioni per disimpegnarsi da una situazione divenuta politicamente o economicamente insostenibile, limitando il più possibile i danni sia d'immagine che geopolitici potenzialmente derivanti da tale disimpegno.
Benché il termine si riferisca per buona parte dei casi a situazioni politiche, esso si adatta anche all'ambito economico o financo a temi d'attualità (sport, spettacolo) in quei casi in cui sia necessario recedere da propositi ampiamente pubblicizzati limitando le ricadute d'immagine da tale recesso.

## Significato
Più precisamente, si tratta di una strategia, o una serie di mosse strategiche, che delinei una via d'uscita praticabile, che porti fuori dalle secche o dai rischi in cui si è arenata una condotta precedente: molto spesso, la ricerca di una via d'uscita serve ad allontanarsi da una situazione (politica, economica, militare, ecc.) considerata intricata, insidiosa, imbarazzante o pericolosa, o per salvarsi dal fallimento di azioni precedentemente poste in atto, o, anche, solo per mitigare gli effetti negativi di tali azioni.
Esempi di elaborazione di strategie sono frequenti nelle vicende della politica internazionale, specialmente in situazioni che implicano scenari militari pericolosi, con la conseguente assunzione di difficili scelte geopolitiche:
(Maurizio Molinari, da La Stampa, (1º settembre 2010))
Si parla di exit strategy anche quando l'azione politica si muove su uno scenario diverso, economico o finanziario come, ad esempio, riferendosi all'ideazione di meccanismi assistiti per l'abbandono, in condizioni controllate, della zona euro da parte di paesi membri, o anche, nel 2011, per l'adozione di accorgimenti economici e giuridici per pilotare l'uscita dell'eurozona dalla crisi del debito sovrano:
(dal Corriere della Sera del 18 agosto 2011)

## Aspetti linguistici e origine
Da un punto di vista linguistico l'espressione ha origine nella relativa letteratura anglofona ma è così comunemente frequente nell'uso linguistico settoriale italiano a partire dal XX secolo, da essere annoverata come un neologismo: si tratta tecnicamente, di un prestito linguistico, che ricorre in frasi come «elaborare, concordare, individuare una exit strategy". L'espressione italiana, più usata, è dunque da considerarsi un calco linguistico.
Da un punto di vista grammaticale, la polirematica è utilizzata come sostantivo femminile, mentre da un punto di vista semantico, può essere considerata un perfetto sinonimo di un'altra espressione anglofona, exit plan, entrata anch'essa nell'uso comune.